# Paraplatytropesa argentea
Paraplatytropesa argentea är en tvåvingeart som beskrevs av Donald Henry Colless 1998. Paraplatytropesa argentea ingår i släktet Paraplatytropesa och familjen spyflugor. Inga underarter finns listade i Catalogue of Life.